# Hestrud Churchyard
Hestrud Churchyard is een Britse militaire begraafplaats gelegen in de Franse plaats Hestrud (Noorderdepartement). De begraafplaats wordt onderhouden door de Commonwealth War Graves Commission.
De begraafplaats telt 7 geïdentificeerde Gemenebest graven uit de Eerste Wereldoorlog.